# Kathleen Casey
Kathleen Marie Casey (née à New Waterford en Nouvelle-Écosse le 13 novembre 1961) est une femme politique canadienne. Elle représente la circonscription de Charlottetown-Lewis Point à l'Assemblée législative de l'Île-du-Prince-Édouard depuis l'élection générale du 28 mai 2007. 
Elle est présidente de l'Assemblée législative de 2007 à 2011.

## Biographie
Kathleen Casey est l'épouse du député fédéral libéral de Charlottetown, Sean Casey.